# Norman Naimark
Norman M. Naimark (ur. 1944 w Nowym Jorku) – amerykański historyk specjalizujący się w dziejach Europy Środkowej i Wschodniej, profesor.
Jego rodzice pochodzą z Galicji. W 1966 ukończył studia licencjackie, a w 1968 magisterskie na Stanford University. W 1972 na tej samej uczelni uzyskał tytuł doktora. Wykładał na Boston University i Harvard University. Obecnie (2010) wykładowca na Stanford University.

## Książki
- The History Of The "Proletariat": The Emergence Of Marxism In The Kingdom Of Poland 1870–1887, Columbia 1979.
- Terrorists And Social Democrats: The Russian Revolutionary Movement Under Alexander III, Harvard 1983.
- The Russians In Germany: The History Of The Soviet Zone Of Occupation, 1945–1949, Harvard 1995.
- Fires Of Hatred: Ethnic Cleansing In 20th Century Europe, Harvard, 2001.
- Stalin's Genocides (Human Rights and Crimes against Humanity), Princeton University Press 2010.
- (redakcja) A Question of Genocide: Armenians and Turks at the End of the Ottoman Empire, Oxford University Press, 2011 (Paperback ed. 2012, ISBN 978-0199930371